# Li Zhi (filosof)

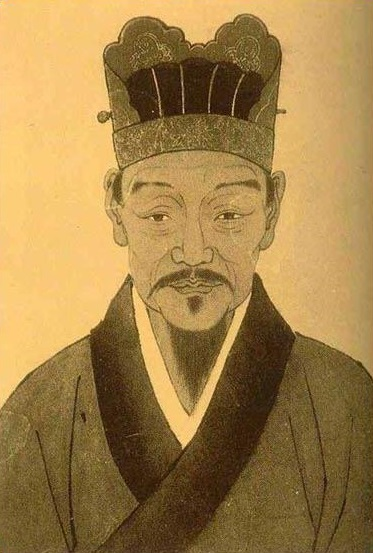
Li Zhi (1527-1602)

Li Zhi (Kinesiska: 李贽, pinyin: Lǐ Zhì) , född 1527 i Jinjiang i Fujian i Kina, död 1602, var en framstående kinesisk filosof under Mingdynastin. Bland hans förfäder fanns sedan sju generationer tillbaka en persisk kvinna.
Li Zhi var influerad av den mer berömda filosofen Wang Yangming (1472-1529).
Hans filosofi var Neokonfucianism. Han försökte sprida sina tankar på ett okonventionellt sätt, förespråkande en sorts värderelativism.
Till slut fängslades han för att ha försökt sprida "farliga idéer". Han begick självmord i fängelse.